# Freihalden
Freihalden ist ein Ortsteil des Marktes Jettingen-Scheppach und eine Gemarkung im schwäbischen Landkreis Günzburg.

## Geographie
Das Pfarrdorf liegt knapp 4,5 km östlich von Jettingen im Naturpark Augsburg – Westliche Wälder, umgeben von Wäldern. Die Gemarkung umfasst 522 ha. Einziges Fließgewässer in der Nähe des Dorfes ist der Erlenbach, ein rechter Nebenfluss der Mindel, der im Südosten des Dorfes entspringt und dieses dann im Norden umfließt.

## Geschichte
Freihalden entstand als Rodungssiedlung in der ersten Hälfte des 14. Jahrhunderts, die erste urkundliche Erwähnung war im Jahre 1352. Es entstand um die gleiche Zeit wie die Nachbardörfer Gabelbachergreut (1327) und Grünenbaindt (1324). Urheber und Initiator der Rodung dürfte der Ritter Hilpolt von Knöringen gewesen sein. Ursprünglich als Angerdorf angelegt, waren auf der unteren Seite zehn und auf der oberen Seite elf Hofstätten angelegt, getrennt durch den Anger. Diese Dorfanlage ist noch heute gut erkennbar, wenn auch im Laufe der Zeit etliche Anwesen geteilt worden sind.
Freihalden gehörte zur Markgrafschaft Burgau, die zwischen 1301 und 1805 dem Hause Habsburg gehörte. Somit lag Freihalden in Vorderösterreich, das Bestandteil des Erzherzogtums Österreich war. Das Dorf wurde in Kriegszeiten immer wieder schwer in Mitleidenschaft gezogen, denn es lag an der alten Heer- und Handelsstraße von Augsburg nach Ulm. Im März 1634, im Dreißigjährigen Krieg, wurde es von den Schweden gebrandschatzt und geplündert. Die Dorfbewohner mussten fliehen, viele starben an Hunger oder an der Pest. Bis etwa 1650 war das Dorf unbewohnt und verwüstet, bevor wieder eine zaghafte Besiedlung einsetzte. Diese Neusiedler waren häufig Exulanten aus Tirol, Salzburg oder Kärnten. Als Folge des Dritten Koalitionskrieges unter Napoleon kam Freihalden im Jahre 1806 an das Königreich Bayern.
Freihalden wurde am 1. Mai 1978 in den Markt Jettingen-Scheppach eingemeindet. Am 24. November 2013, am Christkönigsfest, beging die Pfarrei das Doppeljubiläum, 650 Jahre ordentliche Seelsorge und 550 Jahre eigener Pfarrer. Der Augsburger Weihbischof, Anton Losinger zelebrierte den Gottesdienst.
Am 16. November 2014 wurde die Pfarrkirche durch den Diözesanbischof Konrad Zdarsa nach Renovierungsarbeiten wieder eingeweiht. Gleichzeitig wurde das Ostensorium mit Reliquien des hl. Pfarrer von Ars übergeben. Des Weiteren wurden die drei neuen Kirchenglocken getauft und gesegnet. Am 17. November 2014 wurden die mit schlechtem Nachkriegsmaterial gegossenen und unbrauchbar gewordenen Glocken ersetzt.

## Gemeindepartnerschaften
- Frankreich: Die aufgrund der langjährigen Wallfahrtsbesuche entstandenen freundschaftlichen Beziehungen gipfelten im Jahre 1976 in der Partnerschaft mit Ars-sur-Formans, dem Wirkungsort des Heiligen Pfarrers von Ars, des Schutzpatrons der Pfarrer.

## Dorfleben
Das Dorfleben in Freihalden wird durch einige Vereine bereichert. Besonders zu nennen sind der Sportverein SV Freihalden, der die drei Abteilungen Fußball, Tennis und Gymnastik unterhält, sowie die Freiwillige Feuerwehr Freihalden und der Schützenverein Hirschsprung Freihalden. Des Weiteren bestehen ein Faschingsverein, die Faschingsfreunde Freihalden e. V., ein Krieger- und Soldatenverein, ein VdK-Ortsverband, eine Musikkapelle und ein Imkerverein. Von allen Vereinen des Dorfes wird jedes Jahr am ersten Mai ein gemeinsames Dorffest organisiert, das am Pfarrer-von-Ars-Platz abgehalten wird und bei den Einheimischen sehr beliebt ist.

## Sehenswürdigkeiten

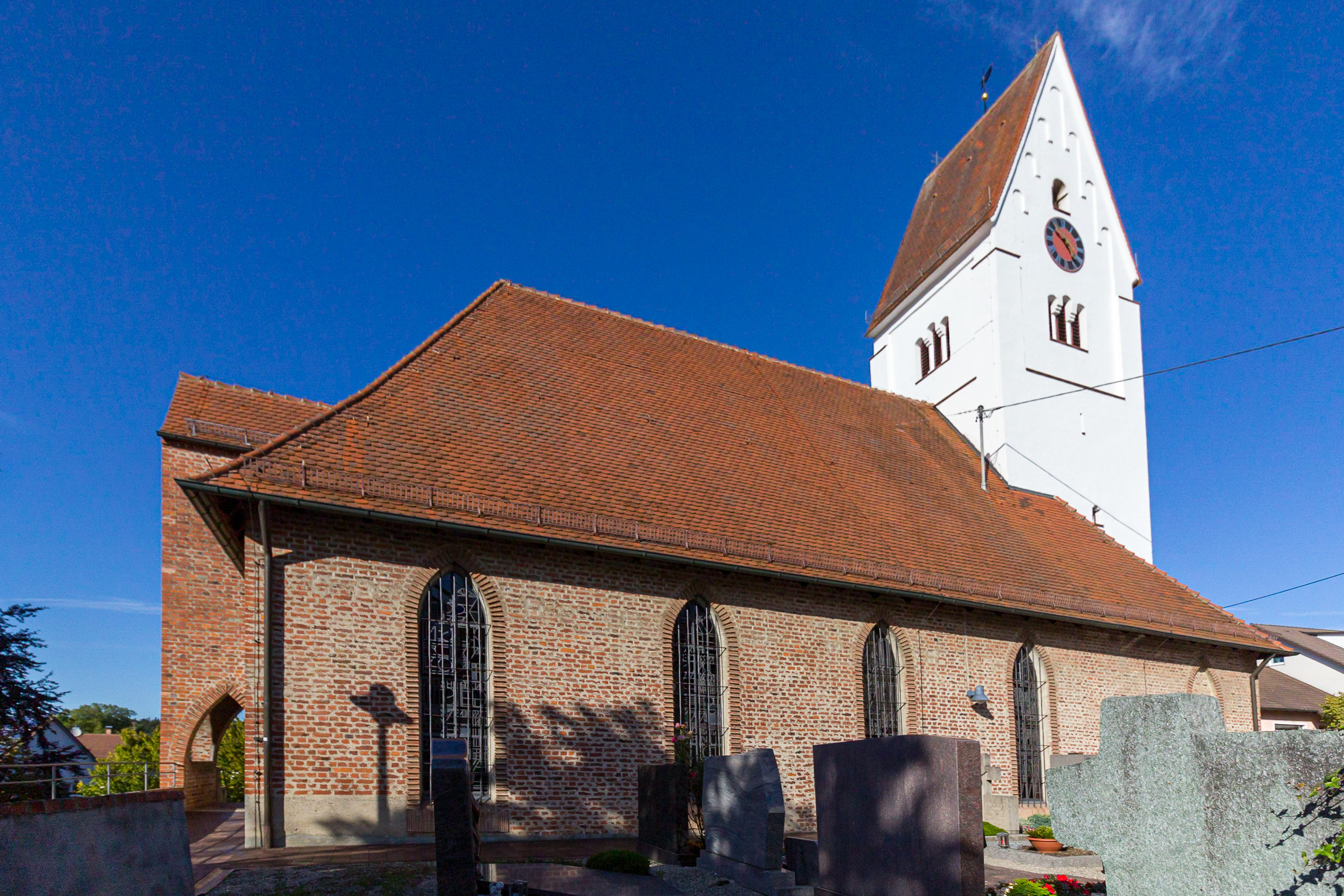
Katholische Pfarrkirche Sankt Mariä Verkündigung

- die katholische Pfarrkirche Mariä Verkündigung, erbaut in den Jahren 1928/29 von Kirchenbaumeister Dominikus Böhm mit spätgotischem Kirchturm aus dem Jahre 1481. 1968 wurde der Altarraum von Alexander von Branca neugestaltet.
- Arboretum Freihalden, ein als Rundgang angelegter Baumpark

Siehe auch: Liste der Baudenkmäler in Freihalden

## Verkehr
Für den PKW- und LKW-Verkehr bestehen zwei Hauptzufahrten nach Freihalden: zum einen ist hier die Kreisstraße GZ 17 von Jettingen und Ried herkommend, zum anderen besteht auch eine Verbindung nach Gabelbachergreut im benachbarten Landkreis Augsburg über die Kreisstraße A 4. An dieser Strecke befindet sich auch ein Parkplatz.
Zudem besitzt Freihalden einen zweigleisigen Haltepunkt an der Bahnstrecke Augsburg–Ulm, welcher im Jahr 2022 umfangreich saniert und barrierefrei ausgebaut wurde. Der Freihalder Bahnhof wird sowohl unter der Woche als auch am Wochenende mindestens stündlich, in den Stoßzeiten auch häufiger von Zügen des Eisenbahnverkehrsunternehmens Arverio Bayern bedient.
Über den FlexiBus, ein kostenpflichtiges Rufbussystem, besteht des Weiteren die Möglichkeit, angrenzende Gemeinden im Landkreis Günzburg zu erreichen.